# Skin and bones
Skin and bones is een livealbum van de Amerikaanse rockband Foo Fighters. Het werd uitgebracht op 20 november 2006 en is het eerste livealbum van de Foo Fighters. Het bestaat uit 15 nummers, opgenomen tijdens drie concerten in het Pantages Theatre in Los Angeles. Er werd ook een dvd uitgebracht met 21 nummers. Naast de vaste bandleden spelen op het album ook Pat Smear, Rami Jaffee, Petra Haden, Drew Hester, Danny Clinch en Nick Raskulinecz mee.

## Tracklist
1. "Razor" (6:48)
2. "Over and out" (5:56)
3. "Walking after you" (5:18)
4. "Marigold" (3:19)
5. "My hero" (4:51)
6. "Next year" (4:34)
7. "Another round" (4:55)
8. "Big me" (3:01)
9. "Cold day in the sun" (3:26)
10. "Skin and bones" (4:00)
11. "February stars" (5:51)
12. "Times like these" (5:25)
13. "Friend of a friend" (4:01)
14. "Best of you" (5:02)
15. "Everlong" (6:37)